# Sten Geete
Sten Julius Geete, född den 27 december 1843 i Stockholm, död den 18 juli 1916 i Hedemora, var en svensk jurist. Han var måg till Herman von Hohenhausen, bror till Robert Geete och far till Gustaf Geete.
Geete blev student vid Uppsala universitet 1862 och avlade examen till rättegångsverken där 1865. År 1869 utnämndes han till vice häradshövding och 1878 till häradshövding i Jämtlands västra domsaga, från vilken befattning han 1912 tog avsked. Geete var verksam som kommunalman. Han blev riddare av Nordstjärneorden 1889 och kommendör av andra klassen av Vasaorden 1899. Geete vilar på Norra begravningsplatsen utanför Stockholm.